# Liste des seigneurs d'Acquigny
Ceci est une liste des seigneurs d'Acquigny en Normandie (département de l'Eure ; en vallée d'Eure). 

## Seigneurie d'Acquigny

### Maison de Tosny

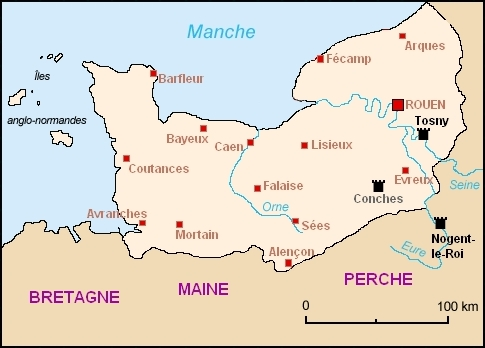
Le duché de Normandie dans la seconde moitié du XIe siècle avec les principaux châteaux de la famille de Tosny (en noir)

- Roger Ier de Tosny (1035-1050) ;
- Raoul II de Tosny (1050-1102) ;
- Raoul III de Tosny (1102-1126) ;

## Première moitié de la seigneurie d'Acquigny
Une partie du domaine d'Acquigny paraît avoir été divisé entre Roger III de Tosny et sa sœur Gode(c)hilde de Tosny.

### Maison de Tosny
- Roger III de Tosny (1126-1136) ;
- Raoul IV de Tosny (-1162) ;
- Roger IV de Tosny (1162-1204) ;

### Famille de Roye
Après la conquête de la Normandie, Acquigny ne demeura pas longtemps aux mains de Philippe-Auguste. Ce roi le donna par une charte de 1206 à Barthélemy de Roye.
- Philippe-Auguste (1204-1206) ;
- Barthélemy de Roye (1206-1222) ;

### Maison de Montmorency
- Mathieu II de Montmorency (-1230) ;

### Deuxième maison de LavalouMaison de Montmorency
- Guy VII de Laval (1230-1267), fils de Mathieu II et d'Emma de Laval ;
- Guy VIII de Laval (1267-1295) ;
- Guy IX de Laval (1295-1323) ;
- Guy X de Laval (1323-1347) ;
- Guy XI de Laval (1347-1348), mari d'Isabeau de Craon ;

Blason de Guy de Laval-Montmorency

- Isabeau de Craon, douairière (1348-1370) ;
- Guy XII de Laval (-1412) ;
- Guy XIII de Laval (1412-1415), gendre du précédent ;
- Anne de Laval (1415-1465), fille de Guy XII, femme de Guy XIII ;

Henri V d'Angleterre confisqua en 1419 le domaine d'Acquigny à Anne de Laval, restée dans le parti des Français, et le donna à un de ses partisans : Guillaume le Maréchal. Lorsque les Anglais furent contraints de quitter la Normandie en 1450, Anne de Laval reprit possession de la baronnie d'Acquigny.
- François de Laval, futur Guy XV de Laval (1465-1500), fils aîné de Guy XIV de Laval, eut à la mort de sa grand-mère, Anne de Laval, la première moitié d'Acquigny (cf infra).

## Seconde moitié de la seigneurie d'Acquigny
Une partie du domaine d'Acquigny avait déjà cessé d'appartenir aux Tosny-Conches, et paraît avoir été donnée en dot à Godehilde de Tosny, fille de Raoul III de Tosny, laquelle épousa, vers 1141, Robert de Warvich (Warwick ; famille Beaumont-le-Roger, branche du Neubourg-Warwick). Leur fils Henri du Neubourg eut pour fille Isabeau du Neubourg qui épousa Robert III de Poissy (mort vers 1197 ?) sieur de Malvoisine, et lui apporta la baronnie de Pont-Saint-Pierre et celle de Longboël (Romilly), et Hacqueville. Leur fils Robert IV de Poissy (mort en 1215-1218 ? ou vers 1242-1250 ?) épousa Luce Le Chambellan du Plessis, héritière de fiefs en vallée d'Andelle et de Gouy, dont il eut Robert V, seigneur de Noyon-sur-Andelle et d'Acquigny. 
- Essai d'interprétation de l'emprise féodale dans la région Seine-vallée d'Andelle au nord-basse Eure au sud : sous toute réserve, il semble qu'aux XIe – XIIe siècles, trois grandes familles sont présentes (en plus du duc qui a Le Vaudreuil, les Damps, Pont-de-l'Arche et Tournedos-sur-Seine, Louviers, Gaillon, Gisors et la vallée de l'Epte ; et de l'archevêque de Rouen qui a les Andelys, Fresne-l'Archevêque).
  - Les Tosny-Conches ont Tosny, Acquigny (passé donc aux Neubourg), Cailly-sur-Eure, Heuqueville, Hacqueville donné en 1130 par Roger de Clères à l'abbaye de Conches fondée et contrôlée par les Tosny.
  - Les Beaumont-le-Roger-Meulan-Leicester ont Elbeuf-sur-Seine, Pîtres ; et Noyon-sur-Andelle (où les comtes d'Evreux, dont les Montfort-l'Amaury, sont le seigneur châtelain : en 1195 et 1200, Philippe Auguste en obtint la cession du comte Amaury VI), Radepont (obtenu sur l'abbaye de Préaux en 1134 ; Amaury puis Gautier de Beaumont-Meulan y fondent l'abbaye de Fontaine-Guérard en 1135 et 1191), Fleury-sur-Andelle : ces derniers fiefs passent à la fin du XIIe siècle avec à une famille montante, les Le Chambellan du Plessis-Nicole (à Amfreville-sous-les-Monts), panetiers de Normandie et sires de Gouy (pourquoi ce changement ? Car les Beaumont-Meulan-Leicester ont soutenu Henri le Jeune contre Henri II dans sa révolte de 1173-1174 ? Mais ils sont bien en cour sous Richard Cœur-de-Lion, et restent les patrons de l'abbaye. Pour mieux garantir le Vexin normand, région frontière, dans sa partie occidentale si proche de Rouen, Richard puis Jean sans Terre élevant à Radepont un fort en 1294-1295, remanié jusqu'à 1203, servant d'appui à Château-Gaillard ? Brice du Plessis, fils de Robert du Plessis, est un fidèle, chambellan d'Henri II et sénéchal d'Anjou).
  - Les Crépon FitzOsbern-Breteuil-sur-Iton (châtelains d'Ivry-(la Bataille), sires de Pacy-sur-Eure ; Guillaume FitzOsbern fonde l'abbaye de Lyre en 1046) ont Pont-Saint-Pierre, Longboël-Romilly, des droits et dîmes sur Pîtres et le val de Pîtres : ces fiefs passent à Raoul Ier de Gaël de Montfort-sur-Meu par son mariage  avec Emma de Breteuil fille de Guillaume II de Breteuil vers 1075 < Raoul II < Amicie de Gaël épouse Robert de Beaumont-Leicester vers 1120 < Marguerite, qui épouse Raoul IV de Tosny neveu de Godechilde vers 1155 en signe de réconciliation entre les deux familles, les Tosny et les Beaumont-Meulan-Leicester s'étant longtemps déchirés. Mais Pont-Saint-Pierre et Romilly-Longboël sont déjà passés aux Beaumont-le-Roger-Le Neubourg-Warwick issus de Godechilde comme on l'a vu (le roi Henri Ier Beauclerc les ayant enlevés définitivement après sa victoire de 1119 sur les Breteuil, avec le val de Pîtres, aux Breteuil et aux Gaël de Montfort révoltés avant puis après 1100, puis confiés à Raoul III de Tosny-Conches (mort en 1126), père de Godehilde ; c'est donc celle-là qui les aurait tôt apportés aux Neubourg). Cependant Marguerite avait encore des biens à Pont-Saint-Pierre, Romilly et Longboël, saisis avec Pîtres en 1206 par Philippe Auguste.
  - Philippe II a donc saisi l'ensemble de ces fiefs à partir de 1203, châtiant ainsi les Tosny, les Beaumont, et temporairement Robert de Poissy qui leur est intimement lié. Pont-Saint-Pierre et Romilly-Longboël confisqués sur Robert, plus Pîtres, sont donnés pour moitié par le roi à Aubert II-III d'Hangest, dont la descendante Isabelle l'apportera avec Heuqueville (fief des Tosny, saisi, que Philippe Auguste donne aux Villebéon < Eléonore de Villebéon dame d'Heuqueville épouse en 1275 Aubert V de Hangest), à son mari Jean de Roncherolles (à Cuverville) en 1367 < leur fils Guillaume V de Roncherolles (mort en 1415 à Azincourt) épouse Marguerite de Léon, dame d'Hacqueville et de Pont-Saint-Pierre (la part rendue aux Poissy, ancêtres des Léon et des Rohan : voir plus bas) et réunit ainsi tout Pont-Saint-Pierre. Pour les fiefs donnés aux d'Hangest : la moitié qu'ils n'ont pas reçue du roi sera finalement retrouvée par les Poissy.

La seconde moitié de la baronnie d'Acquigny ne fut point confisquée, comme la première, au commencement du XIIIe siècle.
- Robert de Warvich (1141) ;
- Henri du Neubourg, son fils, époux de Marguerite de Hauteville-Sicile (fille, ou plutôt petite-fille ?, naturelle du roi Roger II) ;

### Famille de Poissy
- Robert III de Poissy[2], époux d'Isabelle du Neubourg fille d'Henri qui précède, dame d'Acquigny (deuxième part), Pont-Saint-Pierre, Romilly ;
- Robert IV de Poissy (1197), leur fils. Épouse Luce Le Chambellan du Plessis-(Nicole) (à Amfreville-sous-les-Monts), fille de Brice lui-même fils de Robert Le Chambellan du Plessis, qui ont tenu un ensemble de fiefs en Vexin normand dans la vallée d'Andelle (Radepont, Noyon-sur-Andelle (Charleval), Fleury-sur-Andelle, Bourg-Beaudouin) et un peu plus à l'ouest sur la Seine (Gouy, Les Authieux), confisqués ensuite par Philippe Auguste. La disgrâce de Robert IV ne dure pas, il est réconcilié avec le roi dès 1210. Vers 1213, Philippe rend alors la moitié de Pont-Saint-Pierre, Romilly, Pîtres (l'autre moitié restant aux d'Hangest), la moitié de Radepont (l'autre moitié allant aux Moret : Luce du Plessis, veuve, s'était remariée avec Pierre de Moret, un fidèle du roi qui en reçut un moment Noyon-sur-Andelle, repris ensuite par Philippe Auguste et redonné à Robert IV de Poissy ; < Jean de Moret frère utérin de Robert V ; vers 1218, Robert IV étant mort, un accord familial partage Radepont, Fontaine-Guérard et Fleury-sur-Andelle entre les Moret et les Poissy), Hacqueville, Noyon-sur-Andelle.

- Robert V de Poissy (1226), fils de Robert IV et de Luce Le Chambellan du Plessis. Épouse Mahaut Talbot [La famille Talbot possède de nombreux fiefs, où l'on retrouve souvent les Estouteville, dans la région de Dieppe (Offranville, Varengeville-sur-Mer, Sotteville-sur-Mer, Hautot-sur-Mer), en Pays de Bray (Buchy, La Malvoisine (au Héron), Bois-Héroult, Bosc-Bordel, Vieux-Manoir), et en Pays de Caux (Bellefosse, Cleuville ; les Poissy ont hérité de plusieurs de ces fiefs par le mariage de Robert V, mais sans doute aussi par une alliance antérieure d'un de ses ancêtres Robert (Robert II, son arrière-grand-père ?) avec une Isabelle ou Mahaut Talbot en 1165, ce qui expliquerait que Robert III soit déjà seigneur de Malvoisine ?] ;
- Guillaume de Poissy, fils de Robert et de Mahaut Talbot ; mort après 1270, épouse une Isabelle (de Hacqueville ?). Le frère de Guillaume, Jean, reçoit Gouy, et des fiefs Talbot ;
- Robert VI de Poissy, fils de Guillaume, époux d'Isabelle de Montmorency-Marly en 1261. Mort en 1263 avant son père. L'héritière Mahaut de Poissy, épouse d'Hervé de Léon (morts vers 1290-1295 tous les deux), est plutôt la fille de Guillaume et Isabelle que de Robert VI et Isabelle de Marly, mais les deux versions existent ;
- Isabelle de Marly (1267), veuve de Robert VI ;

### Famille de Léon
À la mort d'Isabelle, la seconde moitié d'Acquigny fait retour à son gendre ou beau-frère Hervé IV de Léon, seigneur de Léon, Châteauneuf et Senonches, mari de Mathilde (Mahaut) de Poissy. 
- Hervé IV de Léon ;
- Hervé V de Léon (-1304), époux de Jeanne de Rohan, mort le 11 avril 1304 ;
- Hervé VI de Léon (1304-1337) ; son frère Guillaume Ier reçut Hacqueville : il eut pour petit-fils Guillaume III, mari en deuxièmes noces de sa cousine Catherine fille d'Hervé VII ; Marguerite de Léon dame de Hacqueville et Pont-Saint-Pierre, fille du premier lit de Guillaume, épouse de Guillaume V de Roncherolles évoqué plus haut. Pont-Saint-Pierre était venu aux Léon d'Hacqueville par un échange avec les cousins Alain VIII et son fils Alain IX de Rohan évoqués plus bas, vers 1400 : les biens bretons des Léon vont aux Rohan, les biens normands des Rohan vont aux Léon (Pont-Saint-Pierre, Noyon-sur-Andelle, Radepont, Fleury-sur-Andelle).
- Hervé VII de Léon (1337-1344) ;
- Hervé VIII de Léon (1344-1363) ;

À la mort d'Hervé VIII, la seconde moitié de la baronnie d'Acquigny fut divisée entre ses deux sœurs Jeanne et Marie de Léon (sœurs aussi de Catherine dame de Hacqueville par mariage, évoquée ci-dessus).

## Quarts venus de la2emoitiéde la seigneurie d'Acquigny

### Premier quart
Jeanne de Léon avait épousé Jean Ier de Rohan. Jeanne mourut en 1372, et son mari en 1396. Alain VIII de Rohan, leur fils aîné, vicomte de Rohan, sire de Léon, seigneur de Noyon-sur-Andelle, Pont-Saint-Pierre, Radepont, etc., mourut en 1429.

#### Famille de Rohan
- Jean Ier de Rohan (1363-1372) ;
- Alain VIII de Rohan (1372-1429) ;
- Alain IX de Rohan (1429-1462) ;

Le dernier quart était passé en 1429 à Alain IX de Rohan, fils aîné d'Alain VIII de Rohan. Il mourut en 1462. Marguerite de Rohan, la seconde des filles qu'il avait eues de Marguerite, fille de Jean de Montfort, épousa en 1449 Jean d'Orléans, comte d'Angoulême et de Périgord (fils puîné de Louis Ier d'Orléans, duc d'Orléans, et de Valentine Visconti ; Marguerite et Jean sont les grands-parents de François Ier et les arrière-arrière-grands-parents d'Henri IV). Son mari mourut le 30 avril 1467, mais Marguerite de Rohan vivait encore en 1496. C'est à elle que revint la partie d'Acquigny possédée par les Rohan.
- Jean d'Orléans (1462-1467) ;
- Marguerite de Rohan (1467,1469) ;

#### Jeanne de Laval
Avant de mourir, la comtesse d'Angoulême Marguerite de Rohan vendit sa portion d'Acquigny et Crèvecœur à Jeanne de Laval, troisième fille de Guy XIV, qui avait épousé en 1455 René Ier d'Anjou, roi de Jérusalem et de Sicile et duc d'Anjou. Cette reine de Sicile, dame d'Acquigny et de Crèvecœur, mourut sans enfants, et institua pour son héritier Guy XV de Laval son frère, déjà possesseur de la première moitié et du deuxième quart, qui réunit par là en ses mains toutes les portions de la baronnie d'Acquigny.

### Deuxième quart
Marie de Léon, sœur de Jeanne et d'Hervé VIII, se maria deux fois, d'abord à Jean de Kergorlay ; puis à Jean IV Malet, seigneur de Graville (mort vers 1375-1380).

#### Famille de Kergorlay

Armes de Raoul IX de Montfort : Ecartelé : et IV, d'argent, à la croix ancrée de gueules ; II et III, contre-écartelé de vair (Lohéac) et d'or à l'aigle éployée de sable (La Roche-Bernard).

À la mort de Marie de Léon sa part d'Acquigny revint à sa fille Jeanne de Kergorlay qu'elle avait eue de son premier mariage. Celle-ci épousa Raoul IX de Montfort en Bretagne.
- Jean de Kergorlay (1363) ;
- Jean Malet de Graville (1370) ;
- Raoul IX de Montfort ;

#### Maison de Montfort-Laval
Le fils de Raoul IX, Jean de Montfort (alias Guy XIII de Laval), seigneur de Kergorlay, épouse Anne de Laval (dame de la première moitié d'Acquigny, voir plus haut) en 1404. Guy XIII de Laval était petit-fils de Marie de Léon. Il possédait à ce titre le quart de la baronnie d'Acquigny quand la première moitié lui vint du chef de sa femme, à la mort de son beau-père. Notons au passage que Guy XIII et Anne de Laval sont les parents de Jeanne de Laval, sœur de Guy XIV et épouse de Louis Ier de Bourbon-Vendôme: Louis et Jeanne sont des ancêtres d'Henri IV.
- Guy XIII de Laval (1404-1415) ;
- Guy XIV de Laval (1415-1486) ;

Anne de Laval meurt le 23 janvier 1468. Son fils aîné Guy XIV de Laval, était seigneur d'Acquigny depuis la mort de son père pour le quart que celui-ci avait possédé de son chef.

## Réunion de la seigneurie d'Acquigny

### Famille de Laval
- Guy XV de Laval (1498-1500) ;
- Guy XVI de Laval (1500-1531) ;
- Anne de Laval (1560-1572), sa fille, née d'Anne de Montmorency-Chantilly sa seconde femme (la sœur du connétable Anne), porta en dot les baronnies d'Acquigny et de Crèvecœur à Louis de Silly (1510-1557)[4], seigneur de la Roche-Guyon, qu'elle épousa le 16 février 1539. La baronnie d'Acquigny sortit donc par ce mariage de la maison de Laval. Louis de Silly était un lointain descendant de Guy VII de Laval cité plus haut, dont le fils cadet Bouchard seigneur d'Attichy-sur-Aisne fut le père d'une Marguerite, épouse de Philippe de La Roche-Guyon < … < Marie de La Roche-Guyon épouse Bertin de Silly : les grands-parents de Louis.

- Louis de Silly (1539-1554) ;
- Anne de Laval (1560-1572), sa femme, fille de Guy XVI ;

### Famille de Silly
- Henri de Silly (1584) (1551-1589)[pas clair], fils aîné d'Anne et Louis ;
- François de Silly (1589-1628), son fils, mort sans enfant.

### Famille de Gondi
À la mort de François de Silly, Pierre de Gondi hérita de la moitié de la baronnie d'Acquigny au droit de sa mère, Françoise-Marguerite de Silly, fille d'Antoine (fils puîné d'Anne et Louis, frère cadet d'Henri) et cousine germaine de François. Il acheta l'autre moitié le 24 mars 1663, des représentants de Madeleine de Silly, sa tante (sœur cadette de Françoise-Marguerite), qui avait épousé Charles d'Angennes, seigneur du Fargis. Françoise-Marguerite avait épousé Philippe-Emmanuel de Gondi, général des Galères de France, comte de Joigny et sire de Villepreux. Leur fils Pierre de Gondi (1602-1676) épousa en 1633 sa cousine, Catherine de Gondi, duchesse de Retz. Le frère de Pierre était le mémorialiste dit « le cardinal de Retz ». 
- Pierre de Gondi (1628-1646) ;

Pierre de Gondi rendit aveu au roi le 21 mai 1636 pour les baronnies d'Acquigny et de Crèvecœur, et les vendit par contrat du 24 septembre 1646, devant les notaires du Châtelet, à deux gentilshommes : Anne Leblanc du Rollet, seigneur de la Croisette, et Jacques Deshommets, conseiller au parlement de Normandie. Ils obtinrent au mois de novembre de la même année des lettres de désunion des deux baronnies. L'année suivante, par acte du 10 juin, ils firent entre eux le partage des baronnies. Anne Leblanc choisit Acquigny et Jacques Deshommets Crèvecœur.

### Leblanc
- Anne Leblanc du Rollet (1646-1656) ;

### Le Roux
Anne Leblanc du Rollet vendit la baronnie d'Acquigny 186 000 livres à Claude Le Roux, seigneur de Cambremont, par contrat du 12 octobre 1656.
- Claude Le Roux[6] (1656-1689) ;
- Robert Le Roux[7] (1689-1693) ;
- Anne-Claude-Robert Le Roux d'Esneval[8] (1693-1746) ;
- Pierre Robert Le Roux d'Esneval, « président d'Acquigny » (1716-1788) ;
- Esprit-Robert Le Roux d'Esneval[9] (1788-1790).

## Sources
- préfecture de l'Eure, Annuaire administratif, statistique et historique de l'Eure, Évreux, Canu, 1862, 230 p. (lire en ligne).